# Saison 11 de New York, police judiciaire
Chronologie
Saison 10 Saison 12
La onzième saison de New York, police judiciaire, série télévisée américaine, est constituée de vingt-quatre épisodes, diffusée du 18 octobre 2000 au 23 mai 2001 sur NBC.

## Distribution

### Acteurs principaux
- Jerry Orbach : détective Lennie Briscoe
- Jesse L. Martin : détective Ed Green
- S. Epatha Merkerson : lieutenant Anita Van Buren
- Sam Waterston : premier substitut du procureur Jack McCoy
- Angie Harmon : substitut du procureur Abbie Carmichael
- Dianne Wiest : procureure Nora Lewin

## Épisodes

### Épisode 1:Épreuve d'endurance
- États-Unis : 18 octobre 2000 sur NBC

### Épisode 2:Le Nouveau programme
- États-Unis : 25 octobre 2000 sur NBC

### Épisode 3:Fausses notes
- États-Unis : 1er novembre 2000 sur NBC

### Épisode 4:Vengeance programmée
- États-Unis : 8 novembre 2000 sur NBC

### Épisode 5:Assassinat sur commande
- États-Unis : 15 novembre 2000 sur NBC

### Épisode 6:La Panthère noire
- États-Unis : 22 novembre 2000 sur NBC

### Épisode 7:Rétrospective
- États-Unis : 29 novembre 2000 sur NBC

### Épisode 8:Hors jeu
- États-Unis : 20 décembre 2000 sur NBC

### Épisode 9:Un orgueil démesuré
- États-Unis : 10 janvier 2001 sur NBC

### Épisode 10:Un meurtrier inattendu
- États-Unis : 17 janvier 2001 sur NBC

### Épisode 11:Un dimanche pas comme les autres
- États-Unis : 24 janvier 2001 sur NBC

### Épisode 12:Jeunesse perdue
- États-Unis : 7 février 2001 sur NBC

### Épisode 13:Phobie
- États-Unis : 14 février 2001 sur NBC

### Épisode 14:La Vie après la mort
- États-Unis : 21 février 2001 sur NBC

### Épisode 15:Télé-réalité
- États-Unis : 28 février 2001 sur NBC

### Épisode 16:Erreur judiciaire
- États-Unis : 14 mars 2001 sur NBC

### Épisode 17:Soif de vanité
- États-Unis : 21 mars 2001 sur NBC

### Épisode 18:La Voix blanche
- États-Unis : 4 avril 2001 sur NBC

### Épisode 19:Arnaque à l'assurance
- États-Unis : 18 avril 2001 sur NBC

### Épisode 20:Pauvres enfants
- États-Unis : 2 mai 2001 sur NBC

### Épisode 21:Amour fraternel
- États-Unis : 9 mai 2001 sur NBC

### Épisode 22:Un jour d'école mémorable
- États-Unis : 16 mai 2001 sur NBC

### Épisode 23:Un juge implacable
- États-Unis : 23 mai 2001 sur NBC

### Épisode 24:Les Dessous de la politique
- États-Unis : 23 mai 2001 sur NBC